# Juan López de la Flor y Reinoso
Juan López de la Flor y Reinoso (Alcocer, Guadalajara, España - Chagres, Panamá, 1694) fue un militar español, gobernador de la provincia de Costa Rica entre 1665 y 1674.

## Datos familiares
Sus padres fueron Cristóbal López de la Flor y María de Reinoso, naturales de Alcocer. 
Casó en primeras nupcias en Tournai, Bélgica, con Margarita Vatecant (Tournai - Cartago, Costa Rica, 1670), hija de Gabriel de Vatecant y Marguerite Leblond. De este matrimonio nacieron cinco hijos: 1) María Elena, soltera, residente en Tournai; 2) Juan Anselmo, soltero, residente en Tournai y fallecido en Flandes; 3) Pedro José, casado en Cartago, Costa Rica, en 1673 con Ambrosia de Echavarría Navarro y Retes, y fallecido alrededor de 1675; 4) Carlos, religioso franciscano, y 5) Teresa, nacida en Cartago en 1666 y fallecida en la infancia.
Casó en segundas nupcias en la Ciudad de Panamá, Panamá, el 27 de febrero de 1684 con Francisca Mohedano de Saavedra y Ruiz de Campos, natural de Panamá, hija de Fernando Mohedano de Saavedra y Gómez Tenorio, madrileño, y Juana Ruiz de Campos y Araoz, panameña. De este matrimonio nacieron tres hijos: 1) Juan Andrés, casado en Panamá con Ana Rafaela de Yepes y Veinza; 2) Fernando José, sacerdote, y 3) Francisco, casado con María Hernández de los Reyes.

## Carrera militar y política
Sirvió primero en Italia. En 1639 partió de España a Flandes como capitán de una compañía de infantería, al frente de la cual estuvo seis meses, y después sirvió doce años más como reformado, con cuarenta escudos de sueldo. Participó en 1650 en la entrada que el archiduque Leopoldo Guillermo de Habsburgo hizo en Francia, en el sitio y toma de Châtelet, el sitio de Guisa, el sitio y toma de La Chapelle y el sitio de Monzón;  en 1651 en la oposición que se hizo a los franceses en Valenciennes, el sitio y toma de Bergas Sambinoc, y fuerte de Lincre, la fortificación de Borburque; en 1652 en la toma de las Gravelinas, una entrada que se hizo en Francia, el sitio y toma de Dunkerque y la toma de Berbein; en 1653 en las batallas con los franceses en Ribemont y cerca de Peronne y la toma de Rocroi; en 1654 en el sitio de Arras; en 1655 en quitar los víveres a los enemigos que se hallaban sitiando Landrecies y en la fortificación de Aluz; en 1656 en el socorro general que se hizo en Valenciennes y rota del ejército francés, donde se halló con su capitán en abrir la barrera para que entrara la caballería española, y en la toma de La Comté; en 1657 en el sitio de Ardres; en 1658 en la batalla de Dunkerque; y de 1659 a 1661 en diversas funciones que se le exigieron.

## Gobernador de Costa Rica
El 10 de agosto de 1663 fue nombrado por el rey Felipe IV de España Gobernador titular de la Provincia de Costa Rica para suceder al maestre de campo Andrés Arias Maldonado y Velasco, fallecido en 1661. Tomó posesión de su cargo el 29 de junio de 1665.
En abril de 1666 le correspondió hacer frente a la invasión dirigida por los piratas Eduard Mansvelt y Henry Morgan, que llegaron a la costa caribeña con 700 hombres en 38 embarcaciones y avanzaron hacia el interior, hasta la población de Turrialba.  En el paraje denominado Quebrada Honda se enfrentaron con una pequeña fuerza dirigida por Alonso de Bonilla y Chacón, después de lo cual emprendieron súbitamente el regreso a la costa y se reembarcaron. Esta inexplicable retirada fue atribuida por el propio Bonilla a una intervención celestial; más tarde se atribuyó a un milagro de la Virgen de Ujarrás. 
Después de esta invasión, el gobierno de López de la Flor efectuó el traslado forzoso al Valle Central de los indígenas tariacas, residentes en la costa caribeña, y de los botos, que vivían en la región norte de la provincia.
En febrero de 1668 estuvo en Granada de Nicaragua para reunirse con el presidente de la Real Audiencia de Guatemala Sebastián Álvarez Alfonso, y otra vez en marzo de 1673 para reunirse con su sucesor el general Fernando Francisco de Escobedo, en ambas ocasiones con el propósito de examinar asuntos relacionados con la posible fortificación del río San Juan.
Para sucederle fue designado el 22 de febrero de 1673 el maestre de campo Francisco Osorio de Astorga, quien no aceptó el cargo, y después el maestre de campo Juan Francisco Sáenz-Vázquez de Quintanilla y Sendín de Sotomayor, quien tomó posesión de la gobernación el 27 de abril de 1674. Después de entregar el mando, Juan López de la Flor fue sometido a juicio de residencia por el visitador Benito de Novoa Salgado. Un documento notarial suscrito en Cartago el 30 de abril de 1675 menciona que estaba de partida para España.

## Servicio en Panamá
Posteriormente, regresó a América y se estableció en Panamá, donde tuvo a su cargo la comandancia del castillo de Chagres. Allí testó el 29 de abril de 1694 y falleció poco después. 
En Cartago de Costa Rica permaneció su hijo don Pedro José López de la Flor y Vatecant, él solamente tuvo hijas, sus descendientes se encuentran con diversos apellidos. Además, quedan numerosos descendientes del gobernador principalmente en Ecuador, donde se avecindó su hijo Juan Andrés López de la Flor y Mohedano de Saavedra.